# Parlement jeunesse du Québec
El "Parlement jeunesse du Québec” (PJQ), en español Parlamento de la Juventud de Québec, es una simulación parlamentaria sin partidos políticos, donde un centenar de participantes entre 18 y 25 simulan el funcionamiento de la Asamblea Nacional de Quebec, en la ciudad de Quebec, Canadá. Este evento es gestionado por la Asociación de Jóvenes Parlamentarios de Quebec (AQJP inc.), una organización sin ánimo de lucro financiada en parte por contribuciones de los participantes del PJQ, en parte por subvenciones del gobierno y, por último, a través de patrocinios privados. Los jóvenes discuten proyectos de ley escritos por ellos mismos y respetan un procedimiento inspirado en el verdadero Parlamento. El « Parlement jeunesse du Québec » fue fundado en 1949.
Al momento de la simulación, el Parlamento de la Juventud se divide en un partido político que representa el Gobierno dirigido por el primer ministro. De igual forma, el partido de la Oposición Oficial dirigido por el jefe de la Oposición es organizado. Aunque el funcionamiento se parece en gran forma el mismo que el de la Asamblea Nacional de Quebec, existen muchas diferencias entre las dos instituciones.  Por ejemplo: una de las más grandes diferencias entre el verdadero Parlamento y el Parlamento de la Juventud es que en este último, no es necesario seguir la línea ideológica del partido en el momento de votar por los proyectos de ley presentados por los jóvenes parlamentarios. En otros términos, parlamentarios de cada partido son libres de votar según sus propios principios y opiniones y la Oposición puede estar de acuerdo con las propuestas del gobierno. Eso permite debates más genuinos y los participantes tienen una oportunidad única de expresar sus ideas sin estar limitados por la disciplina de partido.

## Misión
El Parlamento de la Juventud y su asociación civil, la Asociación de Jóvenes Parlamentarios de Quebec, tienen la misión educativa de dar a los jóvenes la oportunidad de entender el sistema democrático así como se vive en la Asamblea Nacional de Quebec. De la misma forma, el Parlamento de la Juventud permite a los jóvenes de discutir sobre témas de gran interés para el desarrollo de la sociedad quebequense, así como contribuir a la formación intelectual y a las calidades de liderazgo de los jóvenes quebequenses. 

## Organización de la legislatura
Cada año, durante la simulación, cuatro jóvenes ministros están llamados a presentar y a defender un proyecto de ley cada uno. Además, después de haber presentado el proyecto, este es criticado por un miembro de la oposición. Los proyectos deben ser muy bien estudiados y seguir el orden parlamentario vigente en el verdadero Parlamento de Quebec. 

## Periódico
Durante cada simulación, algunos participantes participan a la redacción de "La Colline", un periódico y un telediario que hace una cobertura de los proyectos de ley e de los debates. Los artículos de "La Colline" son frecuentemente citados durante los debates y hacen del Parlamento de la juventud una simulación periodística de grande cualidad.   

## Reseña histórica
En 1949, el Parlamento de la Juventud abro sus puertas. Sin embargo la historia de esta institución refleta la historia de Quebec. En 1949, el Parlamento se llamaba “Quebec Older Boy’s Parliament”. Solo los hombres tenían la oportunidad de realizar esta experiencia. El organismo era subordinado al Consejo de la educación cristiana de Quebec.

### Los años 1950
La religión en el corazón del debate
Estando sobre la dirección de la iglesia, los actividades del Quebec Older Boy’s Parliament están abiertos a todos las divisiones cristianas. 
De hecho, los participantes se originan casi exclusivamente de cuatro fracciones de la Iglesia protestante: unido, anglicano, bautista, presbiteriano. El objetivo de la simulación estaba entonces de « ganar el interés de los muchachos y de desarrollar una relación mas sana y mas profunda con les Iglesia » (traducción libre de un documento de financiero fechado de 1953). Esto se constata principalmente para algunos sujetos escogidos en avance, como este ejemplo del programa de la simulación de 1954 : «Programs should be base don the four-fold theme expressed in Luke 2:52: “And Jesus increaser in wisdom and stature, and in favour with God and man ».
Durante las primeras legislaturas, la preocupación esta sobre todo de bien establecer la legitimidad de la institución. Los debates están entonces principalmente dirigidos sobres:
El recorte electoral;
La elección de las comisionistas de diferentes confesiones y les repartición;
La importancia de no tener partidos partidistas;
El presupuesto concedido a la simulación;
Los modos de financiamiento.

### Los años 1960
Debates a sabor social
En el curso de los años 1960, los participantes comienzan a interesarse por cuestiones de orden social. La religión y los valores cristianos, aunque permanecen muy presentes en el seno de la organización, son abandonadas gradualmente en los debates en provecho de las preocupaciones siguientes:
•	 el reconocimiento(agradecimiento) de la regulación de nacimientos como que es una práctica (1954) moral;
•	 el establecimiento de las normas más de la seguridad pública de construcción para los coches (1965);
•	 la responsabilidad de la sociedad frente al aumento del número de personas que sufre de dependencia a la droga (1967).
La Revolución tranquila hace su obra y los debates se resienten de eso. En el curso de esta década, estudiamos:
•	 un proyecto de ley que pretende fortalecer el sentimiento de identidad nacional (1967);
•	 un proyecto de ley que pretende restringir el acceso a la escuela (1969) inglesa; Además, asistimos a una liberalización cierta de las costumbres, como lo demuestran estos proyectos de ley al estudio en 1969:
•	 proyecto de ley que pretende reconocer los aspectos positivos de las relaciones sexuales antes del matrimonio y que pretende legalizar el aborto;
•	 proyecto de ley que pretende legalizar la prostitución.
Posturas
Paralelamente, los participantes se dan cuenta de problemas en el extranjero y sus debates denotan una postura que a menudo pretende denunciar(revelar) situaciones particulares:
•	 proyecto de ley que denuncia (revela) el apartheid en África del Sur (1965);
•	 proyecto de ley que predica(preconiza) el fin de la guerra de Vietnam (1965);
•	 proyecto de ley sobre la pertinencia de abastecer de armas durante la Guerra del Biafra (1969).
El advenimiento(acceso) del carácter mixto
En 1969, un gran cambio se anuncia en el seno de Quebec Older Boys ' Parliament. Por una resolución, los participantes deciden que ya es hora de admitir el carácter mixto.  El proyecto de ley enumera en total de sus considerados el hecho de que " la mitad de la juventud quebequesa no es representada en el seno de esta asamblea y que considera que las mujeres tienen los mismos derechos que los hombres ". Pues es resuelto aceptar de ahora en adelante a chicas entre los parlamentarios y cambio el nombre de la institución para Quebec Youth Parliament.

### Los años 1970
Al ritmo de los cambios
Quebec Youth Parliament vive al ritmo de los años 1970. El contenido de los debates refleja esta década fértil en trastornos políticos, económicos y sociales.
. Las cosas cambian también en el seno de la organización. Así, es en aquella época el principio del "share-selling" como el medio de financiación está abandonado y que es elegida una mujer al puesto de primer ministro por primera vez.
Toma de distancia frente a la religión
Todavía profundamente monje al principio de los años 1970, Quebec Youth Parliament manifiesta, a partir de 1975, un poco más despego. La modificación de los reglamentos(pagos), con el fin de reemplazar el término(plazo) " christians " por "espíritu", abre en lo sucesivo la puerta a otras religiones y a la desaparición de la mención del carácter religioso en las proclamaciones de finales de los años 1970.
Quebec Youth Parliament presenta un proyecto de ley que vuelve a discutir el papel de la Iglesia en la sociedad moderna y que va hasta proponer que " The church should not try to involve itself with world de oro community problems and should then directo itself solely towards the espiritual development of man ".
Proyectos de ley vanguardistas
Esta década es marcada por proyectos de ley muy vanguardistas. Así, son puestas en el estudio las propuestas siguientes:
•	 legalizar el aborto (1970);
•	 aceptar las relaciones sexuales aparte del matrimonio (1970);
•	 favorecer la contracepción (1970);
•	 garantizar un acceso universal a los servicios de guardería (1970);
•	 ofrecerles la equidad salarial a las mujeres (1970);
•	 controlar la violencia en los medios de comunicación (1970);
•	 doblar(oponerse) la utilización del sexismo y de los estereotipos sexuales en la publicidad (1972);
•	 proponer un control genético de la población (1974).
Para el mayor bienestar de la sociedad
Proyectos de ley diversos para el bienestar de la comunidad son presentados. Los debates llevan sobre, por ejemplo, el sitio (plaza) de las personas de edad, la eliminación de la polución, la reducción del consumo excesivo, la paz sindical, los derechos de los jóvenes contraventores o todavía, el tratamiento individual de los presos.
La lengua en el centro de las discusiones
El año 1976 es marcado por la elección del Partido quebequés. Quebec Youth Parliament conserva su carácter anglófono, pero presenta un proyecto de ley que favorece la enseñanza bilingüe y la integración en francés de los nuevos inmigrantes.

### Los años 1980
Un Parlamento francófono
Es en los años 1980 que el cambio más notable sobreviene en el seno de la organización. Anglófono desde sus principios, la simulación se vuelve cada vez más francófona. Esta modificación no solo afecta la lengua en la cual se desarrollan los debates. Desordena completamente todos los aspectos de la organización, que tiende entonces a presentarse como bilingüe. Sin embargo, las características principales de la simulación, o su no - partisania y su misión educativa son preservadas.
Los primeros años de la década 1980 siempre son marcados por una presencia importante anglófona y religiosa. Sin embargo, esta importancia va disminuyendo, ya que el número de participantes francófonos aumenta cada año y ya que el padrinazgo de las comunidades religiosas protestantes cesó.
Desde el principio de los años 1980, la inmensa mayoría de los documentos así como los proyectos de ley son traducidos en francés.
Un primer ministro francófono
En 1986, un primer ministro francófono es elegido en la cabeza de la organización por primera vez. En un año, la organización se volvió francófona: toda la documentación es producida primero en francés, los participantes mayoritariamente son francófonos y Quebec Youth Parliament se hace el Parlamento juventud de Quebec. 
Algunos grandes debates de los años 1980
• reglamentar el establecimiento de los casinos en Quebec (1983);
• Severamente castigar la conducta ébria (1984);
• Prohibir fumar en todos los lugares públicos cerrados (1985);
• Desterrar el derecho de huelga en el sector público (1989).

### Los años 1990
La ética al orden del día
El poder legislativo de los años 1990 hace un sitio ancho a las cuestiones de orden ética y al respeto de los derechos y las libertades. Sujetos muy actuales, a menudo en lazo con la evolución de las nuevas tecnologías, son debatidos allí. Algunos ejemplos:
• Las madres (1990) portadoras;
• La despenalización de la eutanasia (1992);
• La reproducción humana y las manipulaciones genéticas (1996).

### Los años 2000
El PJQ acoge durante esta década las delegaciones francesas e israelíes, y, por primera vez de su historia, la delegación de observadores haitianos.
Una herencia que hay que reformar
Tomando cada vez más conciencia de las fallas en la herencia de las generaciones pasadas, los años 2000 ven proyectos importantes de reforma. Particularmente, hay un deseo de repensar la sociedad, de volver a discutir el modelo de estado del bienestar colocado desde la Revolución tranquila.
Observamos esta tendencia en algunos proyectos que procuren volver a definir el sitio(plaza) de la intimidad en la sociedad quebequesa. Un proyecto en 2000 se interesa por las inversiones privadas en los cuidados de salud. 7 años más tarde, un proyecto se ataca a la cuestión del coste del sector de salud revisando la política quebequesa sobre las medicinas. Propone particularmente fabricar medicamentos genéricos en Quebec, y comprar solo las patentes privadas esenciales. En 2002, un proyecto de ley se interesa por la privatización de nuestra agua.
La actualidad es también una fuente importante de inspiración para los ministros de los años 2000. Recobramos particularmente la cuestión de las primeras naciones (la memoria de la Crisis de Oka en 1990 todavía es de actualidad) es debatida tres veces durante esta década (proyecto que se refiere a la autonomía gubernamental de los Autóctonos en 2000, 2005 y 2008). En 2002 y 2009, un proyecto se ataca a la cuestión espinosa de las instituciones democráticas y procura revisar nuestro sistema político en su conjunto. Los problemas del crédito personal y del sobreendeudamiento son también al principio de un proyecto de ley (2009) referida a encuadra la utilización del crédito a alto riesgo. La cuestión de la polución inspira también un proyecto de ley en 2004 que pretende instaurar un mercado de los derechos de polución.
Los medidas sociales siempre al primer plano
A pesar de esta voluntad de revisar el Estado y su papel, los años 2000 ven proyectos de ley importantes que pretenden mejorar la calidad de vida de la familia. Algunos ejemplos
• Régimen de permisos paternos y otras disposiciones para las familias sobre el mercado del trabajo (2000)
• Mejorar el acceso al sistema jurídico (2002)
• Normalización del proceso de divorcio (2005)
• Seguridad de empleo (2007)

### Los años 2010
El nuevo decenio trae un viento de cambios en los proyectos de ley debatidos para los parlamentarios. Los problemas que tocan directamente la sociedad del Quebec y su futuro hacen partidas de la 61e simulación.
En 2010, el ministerio de la salud se acomete a la décriminalización de la eutanasia y la legislación de la asistencia al suicidio. Estando una problemática actual en la provincia del Quebec, el debate toco directamente los valores de cada persona. 
Vimos también otros proyectos de ley audaces. Como países de Europa, los miembros de la simulación discuten de la posibilidad de decriminalizar la prostitución, pero penalizarlo las proxenetas. 
La práctica de descargar ilegalmente documentos de artistas y de profesionales ha devenido una corriente difundida. Una reforma sugerida propone de proteger los derechos de los autores en creando un sitio pagando para distribuir los productos a ofrecer. 
La protección de los ciudadanos de la publicidad engañosa esta también un legajo caliente que se termina para una comprobación y una ética más estricta.

### Los años 2020
El inicio de los años 2020 fue marcado por la pandemia de la COVID-19. Por causa de la pandemia, la 71.ª legislatura del Parlamento de la Juventud de Quebec fue modificada. Por primera vez, los debates fueron tenidos en línea con una herramienta de video conferencia. También se ha modificado el menú legislativo. Se presentaron cuatro mociones sobre los siguientes temas:
- El empoderamiento de las pequeñas empresas agrícolas
- La dignidad de los ancianos
- La igualdad de oportunidades en el sistema escolar
- El respeto a las víctimas de delitos en los medios de comunicación

### Los Primeros ministros del Parlamento de la Juventud de Quebec después 1949
- 1949-50 : Rodney Booth (1.ª)
- 1951 :  Paul Webb (2.ª)
- 1952 :  Paul Webb (3.ª)
- 1953 :  Rodney Booth (4.ª)
- 1954 :  Warren Brown (5.ª)
- 1955 :  Don Luke (6.ª)
- 1956 :  Kent Garrett (7.ª)
- 1957 :  Doug Warren (8.ª)
- 1958 :  Bill Howes (9.ª)
- 1959 :  Peter Rowle (10.ª)
- 1960 :  Sydney Norman (11.ª)
- 1961 :  Sydney Norman (12.ª)
- 1962 :  Thomas Von Eicken (13.ª)
- 1963 :  Bill Machika (14.ª)
- 1964 :  Jim Hone (15.ª)
- 1965 :  Andrew Sancton (16.ª)
- 1966 :  Peter Allnutt (17.ª)
- 1967 :  Ian Thurston (18.ª)
- 1968 :  Russ Springate (19.ª)
- 1969 :  Jack Layton (20.ª)
- 1970 :  Jack Layton (21.ª)
- 1971 :  Bert Markgraff (22.ª)
- 1972 :  Hugh Thomson / Steve Scanlon (23.ª)
- 1973 :  Kenneth Peel (24.ª)
- 1974 :  David Lambie (25.ª)
- 1975 :  David Howes (26.ª)
- 1976 :  David Malcolm (27.ª)
- 1977 :  Peter MacArthur (28.ª)
- 1978 :  Cathy Hamilton Lambie (29.ª)
- 1979 :  Robert Peck (30.ª)
- 1980 :  Robert Ramage (31.ª)
- 1981 :  Tom Dunton (32.ª)
- 1982 :  Russell Copeman (33.ª)
- 1983 :  Stephen Bryce (34.ª)
- 1984 :  Ariel Delouya (35.ª)
- 1985 :  Lorne Gray (36.ª)
- 1986 :  Ira E. Lax (37.ª)
- 1987 :  Philippe Paradis (38.ª)
- 1988 :  Sylvain Ross (39.ª)
- 1989 :  Denis Simard (40.ª)
- 1990 :  Éric Bédard (41.ª)
- 1991 :  Éric Wildhaber (42.ª)
- 1992 :  Charles-André Sauvé (43.ª)
- 1993 :  Yves Gaboriault (44.ª)
- 1994 :  Caroline Vallières (45.ª)
- 1995 :  Martin Francoeur (46.ª)
- 1996 :  Patrick Ferland (47.ª)
- 1997 :  Pierre-Yves Boivin (48.ª)
- 1998 :  Philippe de Grandmont (49.ª)
- 1999 :  Sébastien Roy (50.ª)
- 2000 :  Christian Ranger (51.ª)
- 2001 :  Catherine Perreault (52.ª)
- 2002 :  Marc. Etienne Deslauriers (53.ª)
- 2003 :  Julien Baudry (54.ª)
- 2004 :  Eve-Marie Quintin (55.ª)
- 2005 :  Alexandre Ramacieri (56.ª)
- 2006 :  François Beaudry (57.ª)
- 2007 :  Maxime Prévost-Desjardins (58.ª)
- 2008 :  Benoit Auger (59.ª)
- 2009 :  Geneviève Bois (60.ª)
- 2010 :  Christopher Campbell-Duruflé (61.ª)
- 2011 :  Jérémie Gravel (62.ª)
- 2012 : Sophie Gagnon (63.ª)
- 2013 : Patrice S. César (64.ª)
- 2014 : Anne-Sophie Thommeret-Carrière (65.ª)
- 2015 : Eugénie Lépine-Blondeau (66.ª)
- 2016 : Sarah Ménard-April (67.ª)
- 2017 : Gabriel Laurence-Brook (68.ª)
- 2018 : Julien Labrosse (69.ª)
- 2019 : Céline Gemmel (70.ª)
- 2020 : Frédérick Desbiens (71.ª)
- 2021 : Frédérick Desbiens (72.ª)

### Los Jefes de la oposición ofíciale del Parlamento de la Juventud de Quebec después 1985
- 1985 :  Philippe Paradis (36.ª)
- 1986 :  Sylvain Ross(37.ª)
- 1987 :  Michel Vincent (38.ª)
- 1988 :  Benoît Bessette (39.ª)
- 1989 :  Nicolas Plourde (40.ª)
- 1990 :  Jean-Pierre Couture (41.ª)
- 1991 :  Francois-Philippe Champagne (42.ª)
- 1992 :  Yves Gaboriault (43.ª)
- 1993 :  Marie-Hélène Gauthier (44.ª)
- 1994 :  Martin S. Côté (45.ª)
- 1995 :  Caroline Sauriol (46.ª)
- 1996 :  Benoît St-Sauveur (47.ª)
- 1997 :  Josée Laporte (48.ª)
- 1998 :  François Blondin (49.ª)
- 1999 :  Nicolas Poirier-Quesnel (50.ª)
- 2000 :  Catherine Perreault (51.ª)
- 2001 :  Michèle Houpert (52.ª)
- 2002 :  Julien Baudry (53.ª)
- 2003 :  Eve-Marie Quintin (54.ª)
- 2004 :  Alexandre Ramacieri (55.ª)
- 2005 :  Dominique Favreau (56.ª)
- 2006 :  Maxime Prévost-Desjardins (57.ª)
- 2007 :  Olivier Cournoyer-Boutin ({58.ª)
- 2008 :  Saber Labidi (59.ª)
- 2009 :  Christopher Campbell-Duruflé (60.ª)
- 2010 :  Jérémie Gravel (61.ª)
- 2011 :  Mathieu Letendre (62.ª)
- 2012 :  Alexis Rompré-Brodeur (63.ª)
- 2013 :  Anne-Sophie Thommeret-Carrière (64.ª)
- 2014 :  Edith Perrault (65.ª)
- 2015 :  Annie Lagueux (66.ª)
- 2016 :  Pierrick Rouat (67.ª)
- 2017 :  Clarisse Émond-Larochelle (68.ª)
- 2018 :  Hanene Mankour (69.ª)
- 2019 :  Nicolas Pilon (70.ª)
- 2020 :  Louis-Philippe Codère (71.ª)
- 2021 :  Louis-Philippe Codère (72.ª)

## Otras simulaciones parlamentarios en el Quebec
- Parlamento para los alumnos de la escuela elementaría
- Parlamento para los estudiantes
- Simulación municipal para los jóvenes de 16 a 30 años
- Simulación del Parlamento European Canadá-Quebec-Europa
- Parlamento de los sabios